# Église Saint-Pierre de Montsoreau
Pour les articles homonymes, voir Église Saint-Pierre.
L'église Saint-Pierre est une église catholique située à Montsoreau, en France.

## Localisation
L'église est située dans le département français de Maine-et-Loire, sur la commune de Montsoreau.

## Historique
L'édifice est inscrit au titre des monuments historiques en 1952.